# 나비 은하
나비 은하(Butterfly Galaxies)는 처녀자리에 있는 NGC 4567, NGC 4568 두 은하를 의미한다. 처녀자리 은하단의 일원이다. 두 은하는 약 20,000 광년 정도 떨어져 있으며 5억 년 내로 충돌할 예정이다.

## 옛 이름 및 현재 이름
옛날에는 이 은하가 "샴쌍둥이 은하"로 불린 적이 있으나, 국제천문연맹에서는 차별이 있다며, 에스키모 성운 처럼 이름을 바꾸었다.

## 초신성의 발견
1990년, 2004년, 2020년에 각각 SN 1990B, SN 2004cc, SN 2020fqv라고 명명된 초신성이 발견되었다.

## 같이 보기
- 더듬이 은하
- 눈모양 은하